# Paul Nègre
Pour les articles homonymes, voir Nègre (homonymie).
Paul Nègre, né le 2 juillet 1853 à Saint-Bonnet-de-Chirac, et décédé le 7 février 1940 à Marvejols, est un évêque français, évêque auxiliaire de Viviers puis, brièvement, de Rodez.

## Biographique
Il étudie à Chirac, Mende et au séminaire français de Rome avant d'être ordonné prêtre en 1879. Il est d'abord vicaire à Meyrueis avant de devenir professeur puis supérieur au Grand Séminaire en 1908. 
En novembre 1916, il devient chanoine titulaire et vicaire général honoraire. Il est finalement nommé évêque auxiliaire de Viviers en décembre 1916. Sacré par son cousin, Albert Nègre, à Mende en février 1917, il est aussi évêque titulaire de Cybistra (de).